# Station Grójec
Station Grójec is een spoorwegstation in de Poolse plaats Grójec.